# Bernières-d'Ailly
Bernières-d'Ailly là một xã ở tỉnh Calvados, thuộc vùng Normandie ở tây bắc nước Pháp.